# Les Coves de Vinromà
Pour les articles homonymes, voir Cuevas.
Les Coves de Vinromà, en valencien et officiellement (Cuevas de Vinromá en castillan), est une commune d'Espagne de la province de Castellón dans la Communauté valencienne. Elle est située dans la comarque de Plana Alta et dans la zone à prédominance linguistique valencienne.

## Géographie

Localisation des Coves de Vinromà
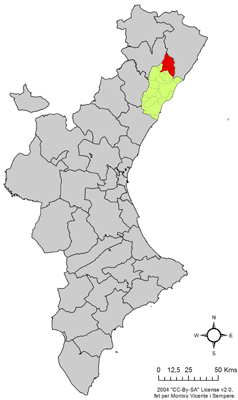
dans la Communauté valencienne.
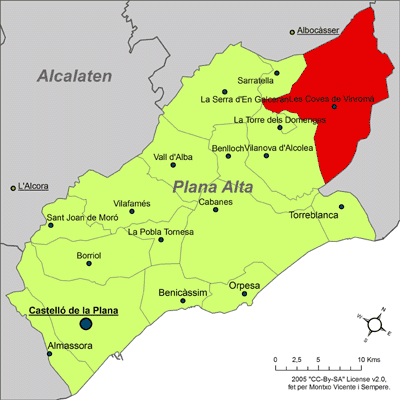
dans la comarque de Plana Alta.

La commune se trouve dans la moitié nord de la province de Castellón. On y accède depuis Castellón par la CV-10. Le territoire de las Cuevas de Vinromá est limité par les communes d'Albocácer, Salsadella, Alcalá de Chivert, Sarratella, Sierra Engarcerán, Tírig, Torre Endoménech et Villanueva de Alcolea, toutes situées dans la province de Castellón.

### Hameaux et districts ruraux (pedanías)

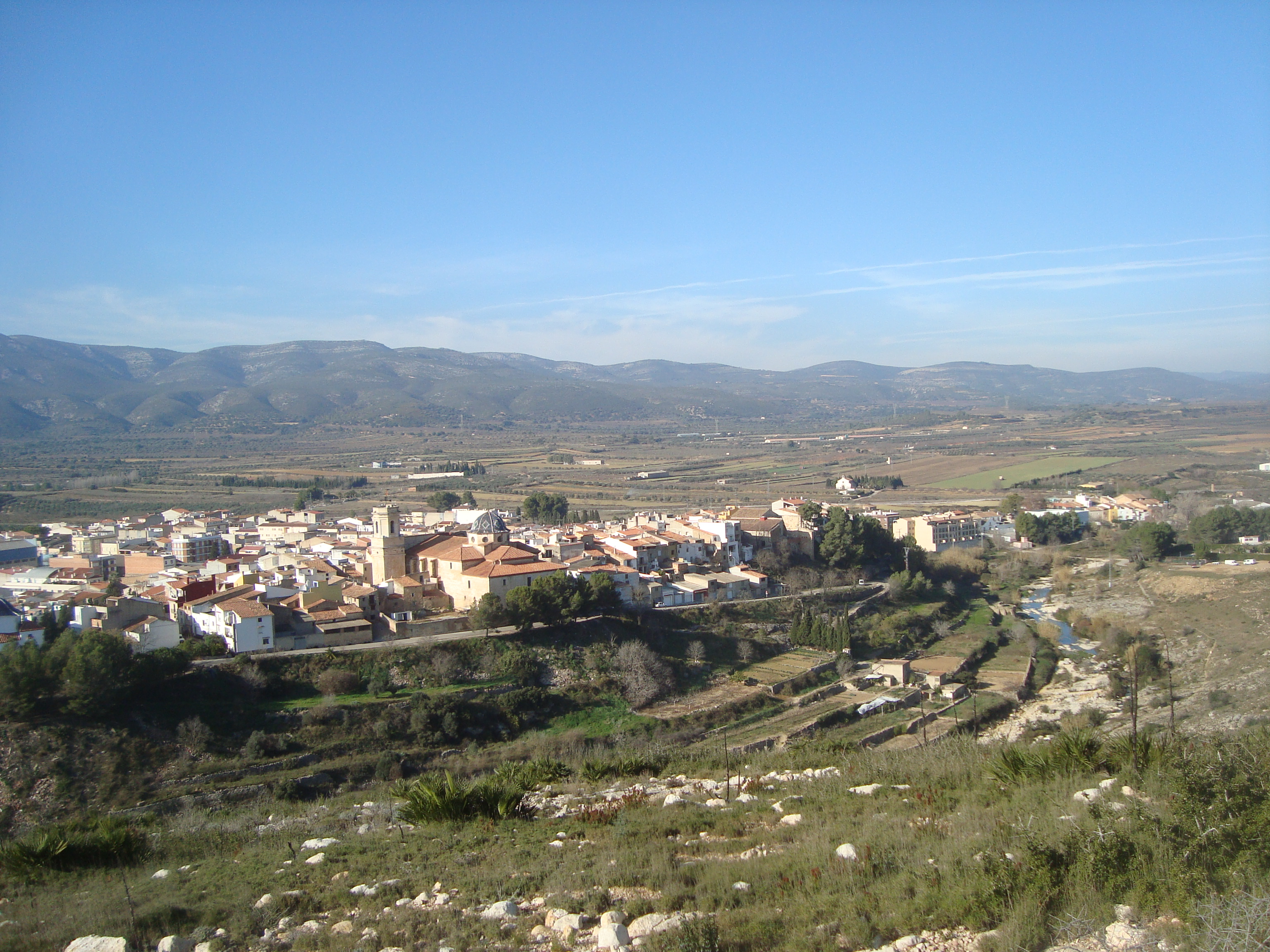
Les Coves de Vinromà

El Molinet, Els Terrers Blancs, La Coloma, Mas d'Abad, Más de Carruano, Mas d'En Ramona, Mas d'En Rieres, Mas dels Calduch.

## Histoire
Le peuplement de cette terre remonte à des temps préhistoriques, comme le démontrent les fameuses peintures du barranco de Valltorta, et la grotte du Mas d’Abad avec des outils de l'âge du bronze et des inhumations de type Énéolithique.
Sur le nom de la ville existent des doutes pour savoir si son origine est romaine (Vincens Roma) ou arabe (Cide Aben - Roma). Le premier document où l'on parle du château de Les Coves est la chronique de Jacques Ier le Conquérant en 1233, avant d'entreprendre la conquête de Valence: "d’aquí (Borriana) feien cavalcades i guanyaren Castelló de Borriana i Borriol i les Coves d’Avinromà" (depuis Borriana, faisons des chevauchées et nous gagnerons Castelló de Borriana et Borriol et les Coves d’Avinromà).
Blasco de Alagón fut le premier seigneur, lequel reçut le 11 mai 1235 la ville, le château et les possessions. À la mort de Blasco de Alagón, Jacques Ier concéda le château de Cuevas de Vinromá à l'Ordre de Calatrava et à la suite d'un échange de terres, elle passa à Artal de Alagón qui la donna à peupler cette ville à Mateo Huguet et autres, selon ce qu'indique la Carta Puebla, nommant maire (alcalde) Juan Pérez de Casanova.

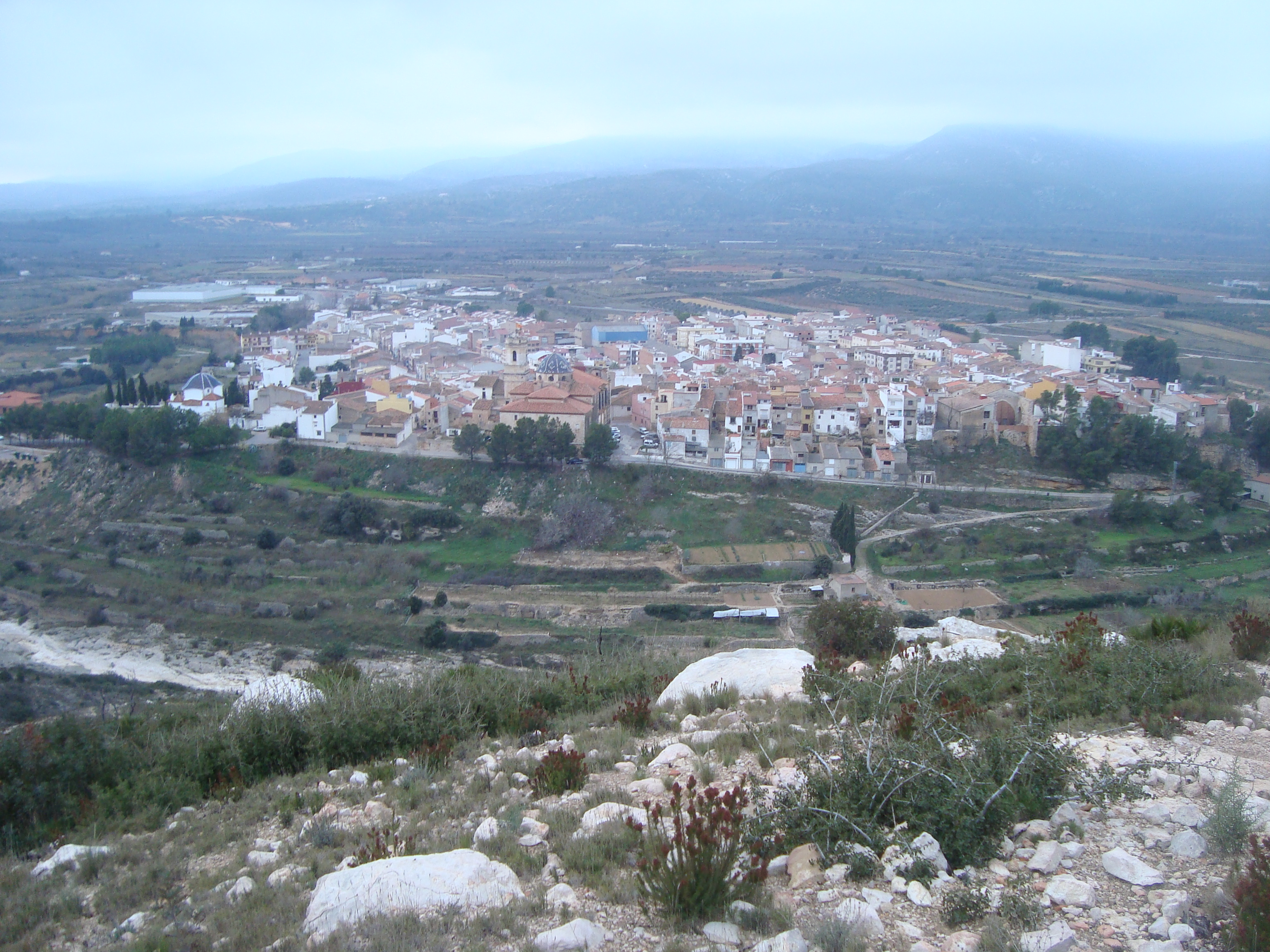
Les Coves de Vinromà

En 1294, Jacques II l'attribua aux Templiers. Après l'abolition de cet ordre religieux par le Pape Clément V, ses biens furent adjugés à l'ordre de l'Hôpital. Le roi d'Aragon, pour éviter que cet ordre religieux ne prenne un pouvoir excessif, obtint du Pape Jean XXII, en 1317, la création d'un nouveau ordre militaire, celui de Montesa, que fut désormais seigneur de cette terre.
Quand en 1347 les nobles et les villes valenciens formèrent l'Union pour faire face au pouvoir royal de Pierre IV le Cérémonieux, la ville de Cuevas de Vinromá ne fit pas exception. Pour cette raison, elle fut châtiée par le paiement d'une amende de 37 000 sous pour les crimes de la détestable Confédération et scélérate Union", somme qui fut remise par le Syndic et Procureur de les Coves, Bernat d’Olesa.
Cuevas de Vinromá fut le siège de la Grande Commanderie (Encomienda Mayor), appartenant à la hiérarchie principale après le Maître, en remplacement de la Commanderie de Culla. En 1421 se sont tenues à Cuevas de Vinromá les Cortes du Royaume, qui plus tard se sont tenues à Traiguera.
Le château de Cuevas de Vinromá se dressait au plus haut du monticule où se trouve la ville. Il était d'origine musulmane. Aujourd'hui il est totalement arasé.

## Démographie
| 1990  | 1992  | 1994  | 1996  | 1998 | 2000  | 2002  | 2004  | 2005  |
| ----- | ----- | ----- | ----- | ---- | ----- | ----- | ----- | ----- |
| 2 012 | 1 903 | 1 854 | 1 857 |      | 1 810 | 1 860 | 1 877 | 1 857 |

## Économie
Basée traditionnellement sur l'agriculture de zone sèche, y prédominent les cultures des oliviers, amandiers et caroubiers, mais le secteur le plus important est celui de l'élevage avicole qui occupe de nombreuses fermes. Il y existe de plus des industries céramiques et textiles dédiées à la confection.

## Monuments et sites

### Monuments

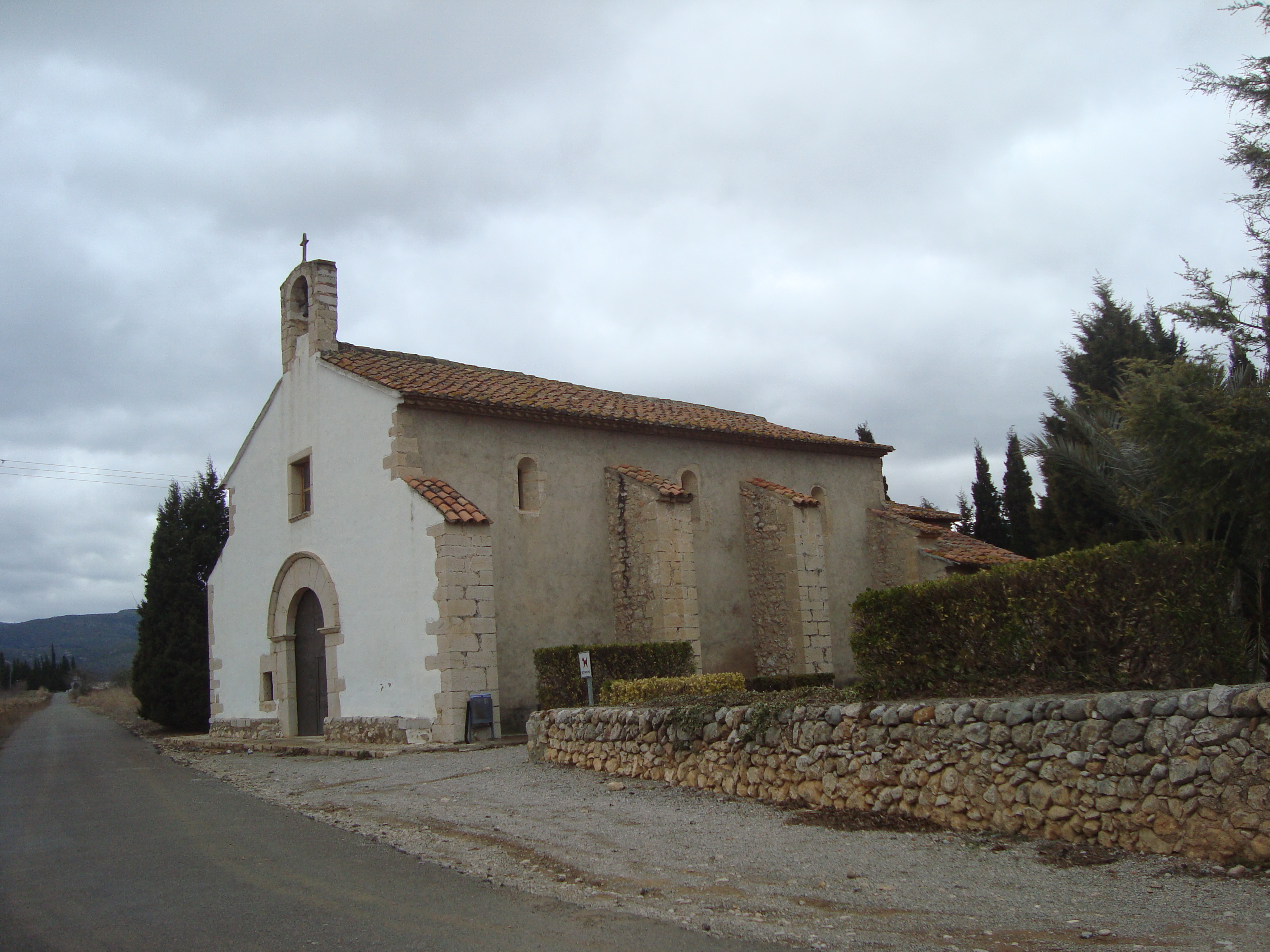
Ermitage de Sant Vicent Ferrer (Les Coves de Vinromà)

- Ermitage de Sant Vicent Ferrer (Les Coves de Vinromà)Ermitage de San Vicente. Selon la date marquée au fronton, sa construction remonte à 1614. On y vénère San Miguel.

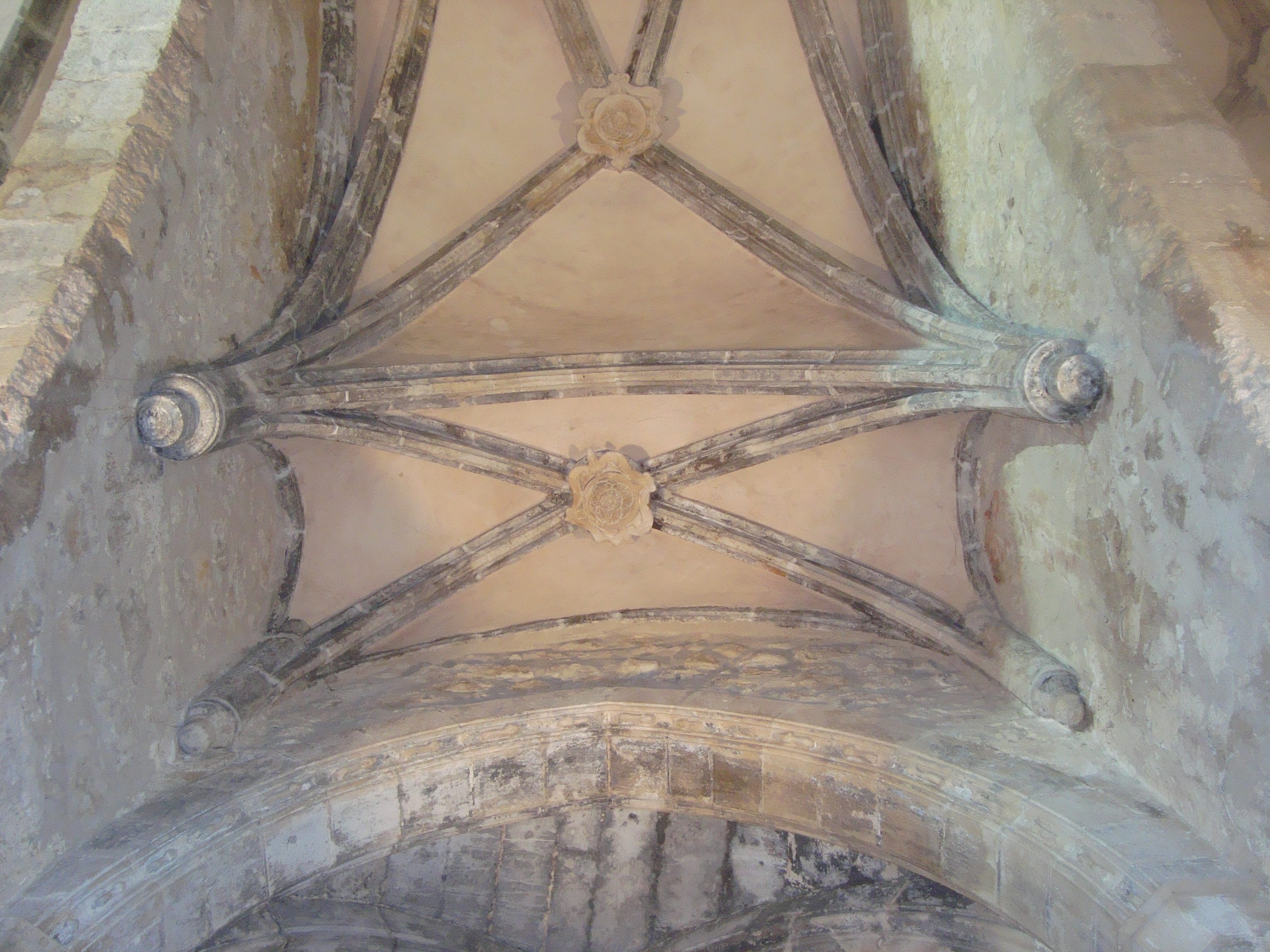
Església Vella dels Desamparats (Les Coves de Vinromà)

- Església Vella dels Desamparats (Les Coves de Vinromà)Église ancienne. De style gothique, avec des ajouts postérieurs d'autres styles, elle date du XIIIe siècle. Elle est en phase de reconstruction. Elle est fermée au culte et est propriété de la commune.
- Église paroissiale. Dédiée à l'Assomption de la Vierge. Son style la situe à l'époque de la transition Renaissance-Néoclassique. Elle possède une Croix Processionnelle, de style gothique de la fin du XVe siècle.

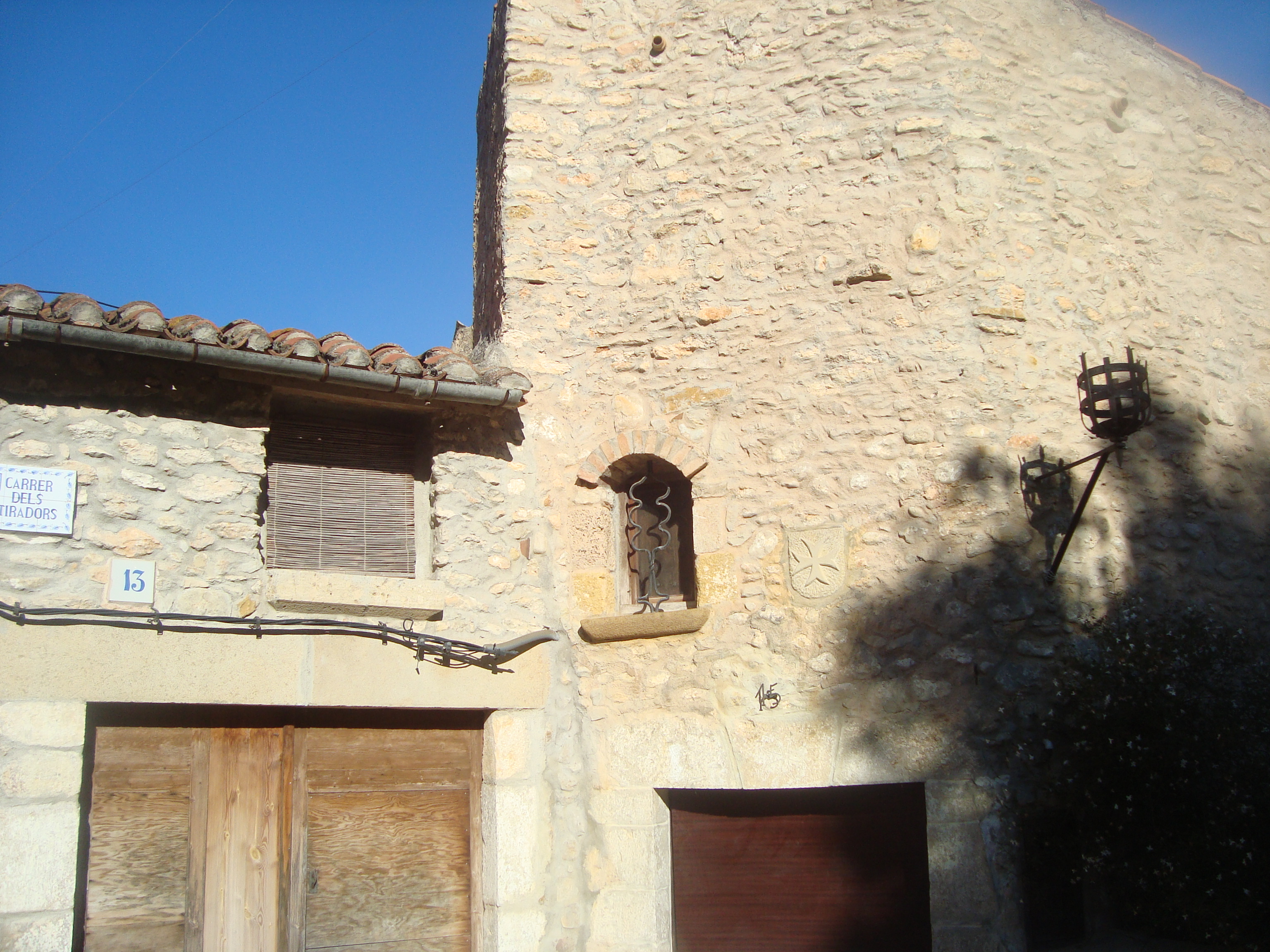
Maison templière

### Sites à voir

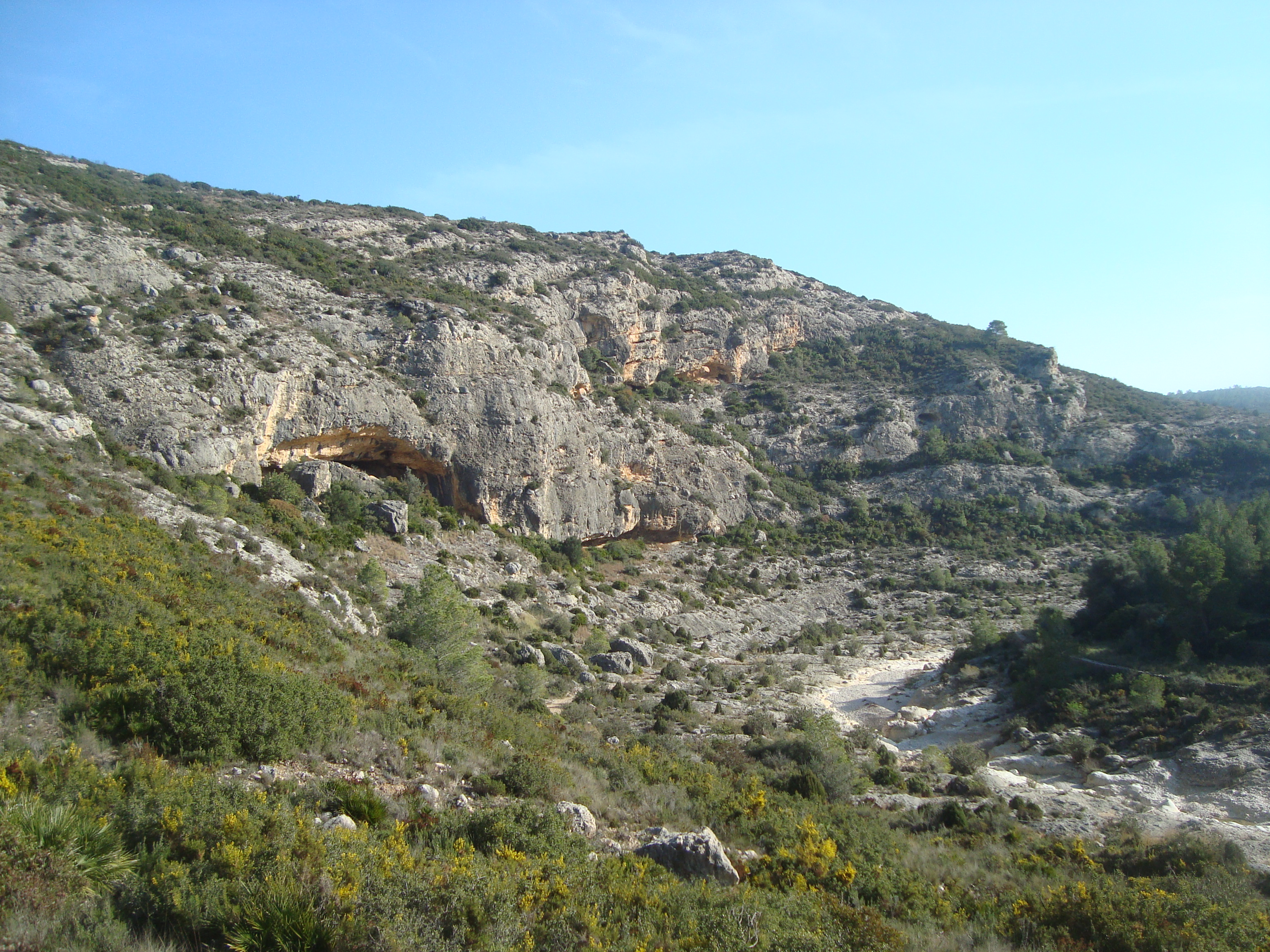
Riu Coves (Les Coves de Vinromà)

- Riu Coves (Les Coves de Vinromà)La Moreria. Site situé le long de la rivière Sant Miquel et proche du centre urbain.
- Barranc de la Valltorta. Sur le territoire de la commune, on trouve les peintures rupestres du barranc de la Valltorta: Cova Alta del Lledoner, la Saltadora, Cingle de la Ermita et autres, qui forment un des ensembles les plus riches de ce type dans la Communauté Valencienne.

## Fêtes
- Fêtes Patronales. Du 15 au 24 août, en l'honneur de la Vierge de l'Assomption et saint Roch. Ont lieu alors le "Ball del Plà" (Bal del Plà) et les manifestations taurines : "bous al carrer" (taureaux dans la rue).

## Personnalités
- Jaime Bort y Meliá : architecte et sculpteur baroque du XVIIIe siècle.
- Luis Lucia Lucia : avocat, journaliste et homme politique valencien.

## Jumelage
Les Coves de Vinromà est jumelée avec
- Pinet (France)